# Jungle Jim (serial cinematografico)
Jungle Jim è un serial cinematografico del 1937 diretto da Ford Beebe e Clifford Smith. Prodotto dall'Universal, il film è basato sulla striscia a fumetti creata da Alex Raymond.

## Nei cinema
Questo serial in pratica costituiva un film esteso ed era costituito da 12 episodi (di circa 20 minuti), ognuno dei quali veniva proiettato per una settimana nello stesso cinema. La conclusione di ogni episodio era caratterizzata dal cliffhanger, ovvero dal finale aperto, in sospeso, questo ovviamente per invitare il pubblico ad andare al cinema anche al settimana successiva.

## Capitoli
1. Into the Lion's Den
2. The Cobra Strikes
3. The Menacing Hand
4. The Killer's Trail
5. The Bridge of Terror
6. Drums of Doom
7. The Earth Trembles
8. The Killer Lion
9. The Devil Bird
10. Descending Doom
11. In the Cobra's Castle
12. The Last Safari